# ベングト・エドレン
ベングト・エドレン（Bengt Edlén, 1906年11月2日 - 1993年2月10日）はスウェーデンの天文学者。分光学の分野で功績があった。

## 略歴
ウプサラ大学で学び、1834年に周期表の初めのほうの原子のスペクトルとエネルギーに関する研究で博士号を得た。1944年から1973年までルンド大学の教授を務めた。
1860年代の日食観測時に太陽コロナから未知のスペクトル線が観測され、コロニウムen:Coroniumと名付けられた元素があるとも考えられていたが、1930年代にエドレンはヴァルター・グロートリアン(en:Walter Grotrian)とともに、太陽コロナの高温によって電子の半分以上が失われた鉄のイオンのスペクトルであることを解明した。 ウォルフ・ライエ星のスペクトル研究にも功績があった。
1945年に王立天文学会ゴールドメダル、1946年にハワード・N・ポッツ・メダル、1968年にヘンリー・ドレイパー・メダルを受賞した。